# Hodédoco
En la mitología griega Hodédoco u Hodeodoco (en griego Ὁδοίδοκος) era hijo de Cino y nieto del también epónimo Opo. Acaso se trate de un mero eslabón genealógico, pues las fuentes solo lo hacen padre de Oileo. Su padre Cino y su hermana Larimna fueron personajes epónimos, respectivamente, de la ciudad de Cino en Lócride y de la ciudad de Larimna en Beocia. A la esposa de Hodédoco se la denomina a veces como Agriánome, hija de Perseón, con quien tuvo a Oileo. Otros dicen que con su esposa Laónome engendró a Calíaro, epónimo de la ciudad locria.